# Les Abrets
Ne doit pas être confondu avec Les Adrets.
Les Abrets sont une ancienne commune française située dans le département de l'Isère en région Auvergne-Rhône-Alpes, devenue, le 1er janvier 2016, une commune déléguée de la commune nouvelle des Abrets en Dauphiné.

## Géographie

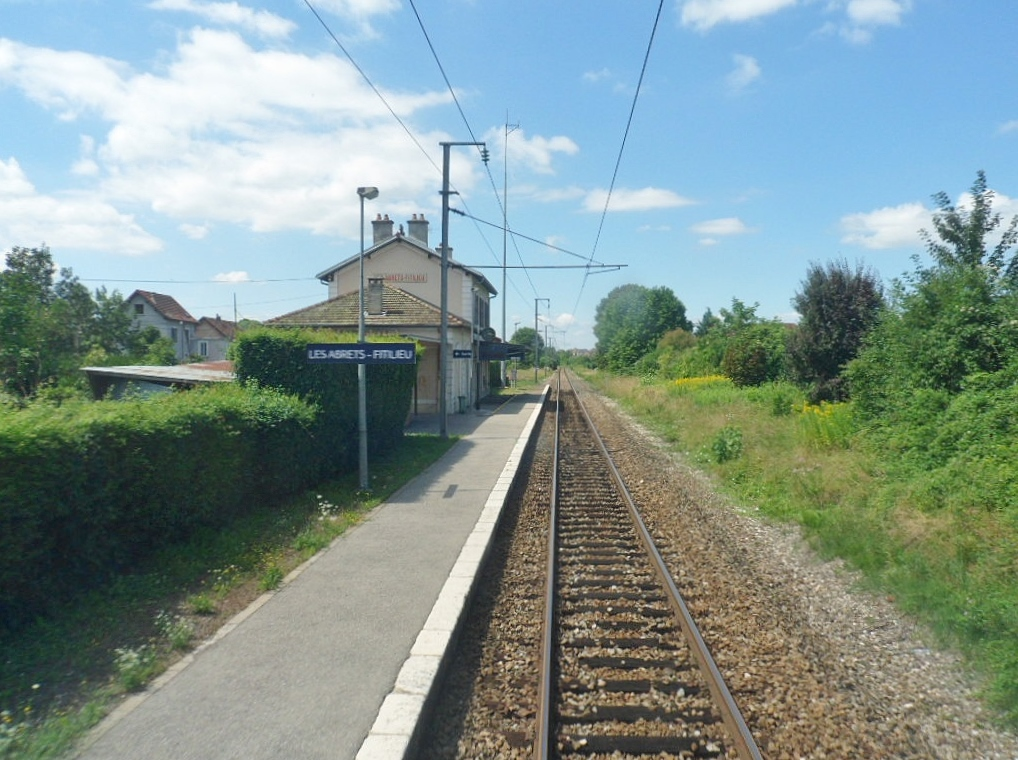
La gare des Abrets-Fitilieu.

L'agglomération est située au carrefour de la RD 1075 (ancienne route nationale 75) et de la RD 1006 (ancienne route nationale 6) et à 45 km de Grenoble et à 65 km de Lyon.

### Héraldique, logotype et devise
| Blason de Les Abrets | Blason  | De gueules au chevronnel abaissé d'or accompagné, en chef à dextre, de deux navettes de tisserand d'argent passées en sautoir, à senestre, d'un dauphin du même et, en pointe, de trois sapins cousus de sinople mouvant de la pointe, celui du milieu plus haut |
| Blason de Les Abrets | Détails | Le statut officiel du blason reste à déterminer. |

## Toponymie
Le terme Abrets vient de Albrez Albretum ou Arbreta (du latin Arbor : ce qui est relatif à l'arbre). Cet endroit boisé aurait été donné, aux environs de 1124, aux « Pauvres Chevaliers du Christ » devenus en 1128, Chevaliers du Temple de Jérusalem connus sous le nom de Templiers.[réf. nécessaire]

## Histoire
La paroisse des Abrets date de 1567, quand le mandement de La Palud fut démembré.

## Politique et administration

### Liste des maires
| Période                                  | Période  | Identité             | Étiquette | Qualité                                          |
| ---------------------------------------- | -------- | -------------------- | --------- | ------------------------------------------------ |
| maire en 1988                            | 1989     | Maurice Gaillard     | Droite    | Médecin, député-suppléant d'Alain Moyne-Bressand |
| Mars 1989                                | 2008     | Jean-Paul Gau        | -         | -                                                |
| Mars 2008                                | 2014     | Jean-Pierre Chabert  | UMP       | -                                                |
| Mars 2014                                | 2015     | François Boucly      | -         | -                                                |
| 2015                                     | 2020     | Benjamin Gastaldello | -         | -                                                |
| 2020                                     | En cours | Frédéric de Gaetano  |           | Technico-commercial                              |
| Les données manquantes sont à compléter. |          |                      |           |                                                  |

## Population et société

### Démographie
L'évolution du nombre d'habitants est connue à travers les recensements de la population effectués dans la commune depuis 1793. À partir du 1er janvier 2009, les populations légales des communes sont publiées annuellement dans le cadre d'un recensement qui repose désormais sur une collecte d'information annuelle, concernant successivement tous les territoires communaux au cours d'une période de cinq ans. 
Pour les communes de moins de 10 000 habitants, une enquête de recensement portant sur toute la population est réalisée tous les cinq ans, les populations légales des années intermédiaires étant quant à elles estimées par interpolation ou extrapolation. Pour la commune, le premier recensement exhaustif entrant dans le cadre du nouveau dispositif a été réalisé en 2007,.
En 2013, la commune comptait 3 644 habitants, en évolution de +20,26 % par rapport à 2008 (Isère : +3,89 %, France hors Mayotte : +2,49 %).
| 1793 | 1800 | 1806 | 1821  | 1831  | 1836  | 1841  | 1846  | 1851  |
| ---- | ---- | ---- | ----- | ----- | ----- | ----- | ----- | ----- |
| 763  | 688  | 834  | 1 071 | 1 203 | 1 292 | 1 347 | 1 250 | 1 297 |

| 1856  | 1861  | 1866  | 1872  | 1876  | 1881  | 1886  | 1891  | 1896  |
| ----- | ----- | ----- | ----- | ----- | ----- | ----- | ----- | ----- |
| 1 305 | 1 343 | 1 341 | 1 440 | 1 743 | 1 826 | 1 705 | 1 754 | 1 756 |

| 1901  | 1906  | 1911  | 1921  | 1926  | 1931  | 1936  | 1946  | 1954  |
| ----- | ----- | ----- | ----- | ----- | ----- | ----- | ----- | ----- |
| 1 818 | 1 823 | 1 850 | 1 773 | 1 831 | 1 954 | 1 818 | 1 890 | 2 010 |

| 1962  | 1968  | 1975  | 1982  | 1990  | 1999  | 2007  | 2012  | 2013  |
| ----- | ----- | ----- | ----- | ----- | ----- | ----- | ----- | ----- |
| 2 215 | 2 305 | 2 437 | 2 795 | 2 804 | 2 705 | 3 050 | 3 607 | 3 644 |

### Manifestations culturelles et festivités
- Marché le jeudi

## Jumelages
- En 2015, la commune n'est pas jumelée avec une autre.

## Économie
- Industries : les usines Bourgeat, matériel de restauration et inox pour cuisines professionnelles.
- Chambres d'hôtes.
- Travaux de maçonnerie.
- Anciennement, pays des tisseurs de soie[6].

## Culture locale et patrimoine

### Lieux et monuments

Le quartier de l'église en 1905.

- Église de l'Assomption des Abrets du XIXe siècle.
- Châteaux.
- Parc zoologique « Domaine des Fauves ».
- Chemin du pèlerinage de Saint-Jacques-de-Compostelle : Les Abrets se trouve sur l'un des sentiers pratiqués par ses pèlerins.
- Centre Jean-Jannin : établissement accueillant des personnes handicapées, créé en 1977.
- Circuit touristique Chemin de Soie[7].

## Patrimoine culturel
Aux Abrets est né un des premiers syndicats d'initiative de l'Isère, devenu office de tourisme. Il est devenu communautaire.

## Sports
L'Association sportive de la Bourbre fait évoluer une équipe masculine et une équipe féminine de football en divisions de district de l'Isère.

## Personnalités liées à la commune
- Jean-Baptiste Guillioud, homme politique né le 20 novembre 1757 aux Abrets (Isère) et décédé le 14 octobre 1823 à Longe-Chenal (Isère).
- Thomas-Joseph Armand-Calliat : orfèvre religieux.
- Louis Franchon, écrivain et peintre né aux Abrets et mort dans la même ville (1908-1944), connu aussi sous le nom d'Armand Diel, pseudonyme qu'il utilisait pour son œuvre avant-gardiste.